# Roger Bannister
Sir Roger Gilbert Bannister CBE (født 23. marts 1929 i Harrow, London, død 3. marts 2018) var en  engelsk atlet. Han var den første der løb en engelsk mil (1.609,344 meter) under fire minutter, også kendt som drømmemilen.

## Uddannelse
Bannister var uddannet læge med speciale i neurologi.

## Løbekarierre
Bannister startede med at træne i Oxford i 1946, da han var 17 år gammel. Han var mest kendt for at være den første til at løbe en drømmemil.

### OL 1952
Bannister blev nummer fire, men satte en britisk rekord på 1.500m i tiden 3.46,30 minutter.

### Drømmemilen
Dette historiske løb fandt sted den 6. maj 1954 på Iffley Road Track i Oxford. Der var cirka 3.000 tilskuere. Det blæste med vindstød op til (40 km/t) før løbet, men vinden lagde sig lige før konkurrencen skulle afvikles. Bannister startede i løbet på trods af han to gange havde sagt, at han ville vente til senere med forsøg på rekordsætning. Hans tid blev 3.59,4 minutter. To løbere Brasher og Chataway, gav Bannister pace (virkede som harer) undervejs i løbet. En tilsyneladende ubrydelig barriere, for at løbe en engelske mil (1.609,344 meter) under fire minutter, var nu brudt. Kun 46 dage senere den 21. juni 1954 i Turku, Finland, blev Bannister's rekord slået af hans rival John Landy fra Australien, med tiden 3.58,0 minutter.

### Europamester i Bern
Bannister vandt 1500 meter, ved Europa mesterskaberne i atletik i Bern den 29. august 1954, i ny mesterskabsrekord 3.43,8 minutter. Nummer to blev danske Gunnar Nielsen. Han trak sig derefter tilbage fra atletik, for at koncentrere sig om karrieren som neurolog.

## Anekdote
Som medicinstuderende valgte Bannister at bruge sin frokostpause på at løbe ned til atletikbanen. Her trænede han 10 gange 400 meter på omkring 60 sekunder i gennemsnit, med 2 minutters pause mellem hver 400 meter. Derefter løb han tilbage til arbejdet. Det hele tog sammenlagt 46 minutter, hvilket efterlod ham 14 minutter til at spise sin mad.

## Andet
Bannister var med til at tage initiativ til at teste for anabole steroider i sport.

## Citater
- Det menneske der kan drive sig selv længere, selv når det bliver smertefuldt, er et menneske der har viljen til at vinde.